# تشارلز برادلي (مغني)
تشارلز برادلي (بالإنجليزية: Charles Bradley)‏ هو مغني أمريكي، ولد في 5 نوفمبر 1948 في غينزفيل في الولايات المتحدة، وتوفي في 23 سبتمبر 2017 في بروكلين في الولايات المتحدة بسبب سرطان المعدة.

## وصلات خارجية
- الموقع الرسمي
- تشارلز برادلي على موقع IMDb (الإنجليزية)
- تشارلز برادلي على موقع ميوزك برينز (الإنجليزية)
- تشارلز برادلي على موقع رولينغ ستون (الإنجليزية)
- تشارلز برادلي على موقع أول ميوزيك (الإنجليزية)
- تشارلز برادلي على موقع ديسكوغز (الإنجليزية)
- تشارلز برادلي على موقع قاعدة بيانات الفيلم (الإنجليزية)